# منصور النمري
أبو الفضل منصور بن سلمة بن الزبرقان النمري (؟ - 190 هـ/809م) شاعر عربي من العصر العباسي الأول، وينتمي إلى جيل المُحدِّثين من الشعراء العباسيين.

## سيرته
ولدَ منصور بن سلمة بن الزبرقان في رأس العين، وهي منطقة في شمال الشام، وفيها نشأ وسكن، وتعود أصوله إلى بني سعد بن الخزرج بن تيم الله بن النمر بن قاسط، فيعود نسبه إذاً إلى بني أسد بن ربيعة بن نزار. يُكنَّى منصور بأبي الفضل وبأبي القاسم، وتتلمذ لدى كلثوم بن عمرو العتابي، الذي يعود نسبه إلى عمرو بن كلثوم، وكان منصور يقرب لهارون الرشيد من جهة أمه، وامتدح الرشيد بعدَّة قصائد، وكان الرشيد يعزَّه ويصله. اعتنق منصور النمري الإماميَّة سراً، وفي سبيل التكسُّب اضطر إلى أنَّ يمدح بني العباس ويُفضِّلهم على آل علي. ساءت بعد ذلك علاقته مع كلثوم العتابي، ووشى به كلثوم عند الرشيد، ووشى به أيضاً عند الفضل بن يحيى البرمكي، فسُجِنَ منصور، ثُمَّ عُفِيَ عنه بعدما تدخَّل الفضل بن الربيع للإفراج عنه. وعندما علم الرشيد أنَّ منصور يُحرِّض العلويين على الثورة ضُدَّه، أرسل من يقتله إلى رأس العين، وعندما وصل رسول الرشيد إلى رأس العين كان المنصور قد مات. تُوفِّي منصور النمري قرابة 193هـ.

## شعره
منصور النمري من زمرة الشعراء المُجدِّدين في العصر العباسي، وأخذ منصور النمري عن أستاذه كلثوم العتابي تكلُّف البديع، وهو شاعر مصنوع يُنقِّح قصائده، ويتناول في شعره المديح والهجاء والغزل والوصف، وله أشعاره في مدح الرسول. وهو من المُكثِرين في النظم، ويبلغ ديوانه مائة ورقة. في العصر الحديث اعتنى بشعره الطيب العشاش ونُشِر ديوانه في مجلة "مجمع اللغة العربية بدمشق"، في عددها الصادر في 1981، ثُمَّ نُشِر ديوانه مُجدداً في 1990 في نفس المجلَّة بتحقيق محمد أشقر.